# Twist

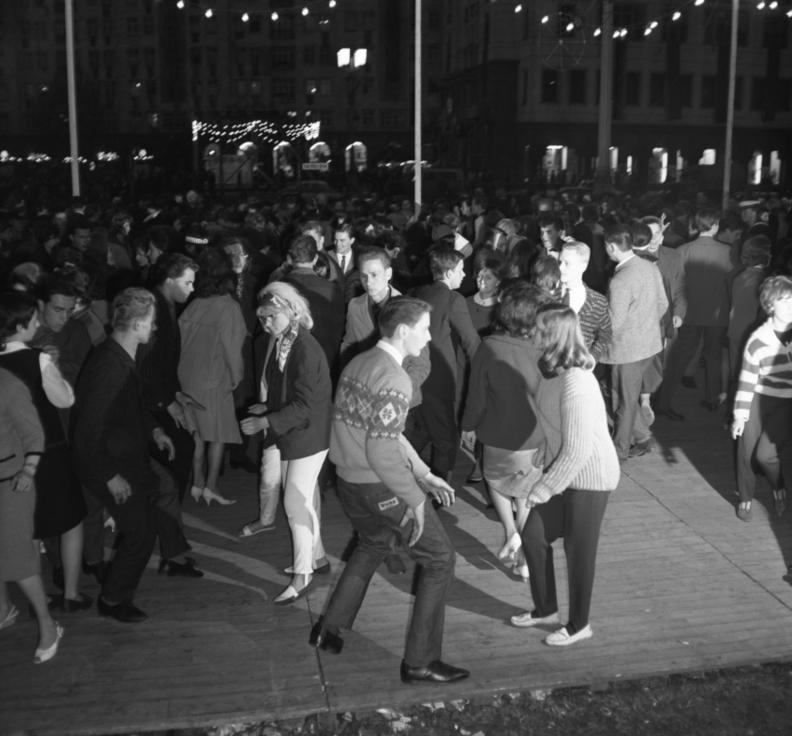
Pessoas dançando twist em Berlim, 17 de maio de 1964

Twist é uma dança inspirada no rock and roll. De 1959 até o início dos anos 1960, tornou-se uma dança viral mundial, desfrutando de imensa popularidade, ao mesmo tempo em que gerava controvérsias de críticos que achavam que era muito provocante. Ele inspirou danças como o Jerk, o Pony, o Watusi, o Mashed Potato, o Monkey e o Funky Chicken, mas nenhuma foi tão popular.
Tendo visto adolescentes em Tampa, Flórida fazendo a dança, Hank Ballard escreveu "The Twist" e lançou-a como o lado B do single "The Teardrops on Your Letter" de 1959 como Hank Ballard & The Midnighters. Dick Clark, tendo notado a dança se tornando popular entre os adolescentes, recomendou à Cameo Records que Chubby Checker, um artista considerado "mais saudável", regravasse a canção, que foi lançada em 1959 e se tornou o hit número um em 1960. A dança tornou-se ultrapassada entre os adolescentes, uma vez que se tornou aceitável entre os adultos e a canção foi lançada, tornando-se um número um novamente em 1962.

## Movimentos
O twist é dançado com os pés do casal ficando a média distância. Os braços são mantidos longe do corpo, com os cotovelos dobrados. O quadril, o tronco, as pernas giram sobre os pés como um só, com os braços podendo ficar parados ou em movimento. Os pés se movem para frente e para trás, com a velocidade variando de acordo com o tempo da música. Às vezes, as pernas podem ser levantadas por conta de alguma coreografia específica, mas, geralmente, é uma dança de baixa postura, com muito contato dos pés com o chão, sem muita movimentação vertical.

## Histórico
A inspiração original do termo twist veio de uma dança afro-americana chamada "wringin and twistin”, que se tem notícia desde os anos 1890. Porém, sua origem estética vem dos movimentos pélvicos e passos aleatórios, herdados do oeste africano. Durante todo o século XX, a dança se desenvolveu, até alcançar uma audiência em massa nos anos 1960. O uso do termo twist, veio do século XIX, onde, Segundo historiadores, chegou aos Estados Unidos vinda do Congo, trazida por escravos. Um dos primeiros grandes cantores dessa época, daquilo que viria a ser o twist, era Joel Sweeney, que se tornou bastante conhecido com uma canção chamada “Vine Shaquille Twist”. Sweeney havia aprendido a tocar banjo com os escravos que trabalhavam no estado da Virginia.
Dick Clark era uma potência na música na época, graças ao American Bandstand, que funcionava cinco vezes por semana durante a tarde, apresentando dançarinos locais e artistas visitantes que faziam lips sincronizados junto com suas gravações. Clark viu o potencial da música quando ouviu a versão original de Hank Ballard, mas Ballard e seu grupo, cujo maior sucesso foi "Work With Me Annie" em 1954, foi considerado muito atrevido para atrair o público adolescente de Clark. Ele pediu à gravadora Cameo / Parkway, da Filadélfia, para gravar uma nova versão de "The Twist" com o "jovem e saudável" Chubby Checker, que mostrou seu talento para copiar outros artistas em um hit anterior, "The Class". Lançado no verão de 1960, a versão de "The Twist" de Checker tornou-se o número um na parada de singles nos Estados Unidos em 1960 e novamente em 1962.
Em 1961, no auge da moda, os clientes do Peppermint Lounge, em Nova York, na West 45th Street, estavam torcendo para a banda da casa, um grupo local de Jersey, Joey Dee and the Starliters. Sua canção "The Peppermint Twist (Part 1)" tornou-se número um nos Estados Unidos por três semanas em janeiro de 1962. Em 1962, Bo Diddley lançou seu álbum Bo Diddley's A Twister. Ele gravou várias faixas de Twist, incluindo "The Twister", "Bo's Twist" e "Mama Don't Allow No Twistin '", que faz referência às objeções que muitos pais tiveram aos movimentos pélvicos da dança.
Na América Latina, a reviravolta pegou fogo no início dos anos 1960, impulsionada por Bill Haley & His Comets. Suas gravações de "The Spanish Twist" e "Florida Twist" foram sucessos, particularmente no México. Haley, em entrevistas, creditou a Chequer e Ballard. Coincidentemente, Chequer apareceu em dois canções que tiraram seus títulos dos filmes que Haley fez nos anos 50: Twist Around the Clock (depois de Rock Around the Clock) e Don't Knock the Twist (depois de Don't Knock the Rock).
Além de Chubby Checker, outros célebres artistas do twist foram: Danny & the Juniors, Joey Dee & the Starliters, The Isley Brothers, Sam Cooke, The Midnighters e the Dovells.

## Twist na Billboard
- "The Twist" por Hank Ballard and The Midnighters (No. 28, 1959)
- "The Twist" por Chubby Checker (No. 1, 1960; No. 1, 1962)
- "Let's Twist Again" por Chubby Checker (No. 8, 1961)
- "Twistin' U.S.A." por Danny & the Juniors (No. 20, 1961)
- "Slow Twistin" por Chubby Checker (No. 3, 1962)
- "Peppermint Twist - Part 1" por Joey Dee & the Starliters (No. 1, 1962)
- "Hey, Let's Twist" por Joey Dee & the Starliters (No. 20, 1962)
- "Dear Lady Twist" por Gary U.S. Bonds (No. 9, 1962)
- "Twist, Twist Senora" por Gary U.S. Bonds (No. 9, 1962)
- "Twistin' Postman" by the Marvelettes (No. 34, 1962)
- "Twistin' the Night Away" por Sam Cooke (No. 9, 1962)
- "Twist and Shout" por the Isley Brothers (No. 17, 1962)
- "Twist-Her" por Bill Black's Combo (No. 26, 1962)
- "Soul Twist" por King Curtis & His Noble Knights (No. 17, 1962)
- "Bristol Twistin" Annie" por the Dovells (No. 27, 1962)
- "Percolator (Twist)" por [[Billy Joe & the Checkmates (No. 10, 1962)
- "Do You Know How To Twist" por Hank Ballard and The Midnighters (No. 87, 1962)
- "Twist It Up" por Chubby Checker (No. 25, 1963)
- "Twist and Shout" por the Beatles (No. 2, 1964)